# Eilema vitellina
Eilema vitellina là một loài bướm đêm thuộc phân họ Arctiinae, họ Erebidae.